# Kurayoshi (Tottori)

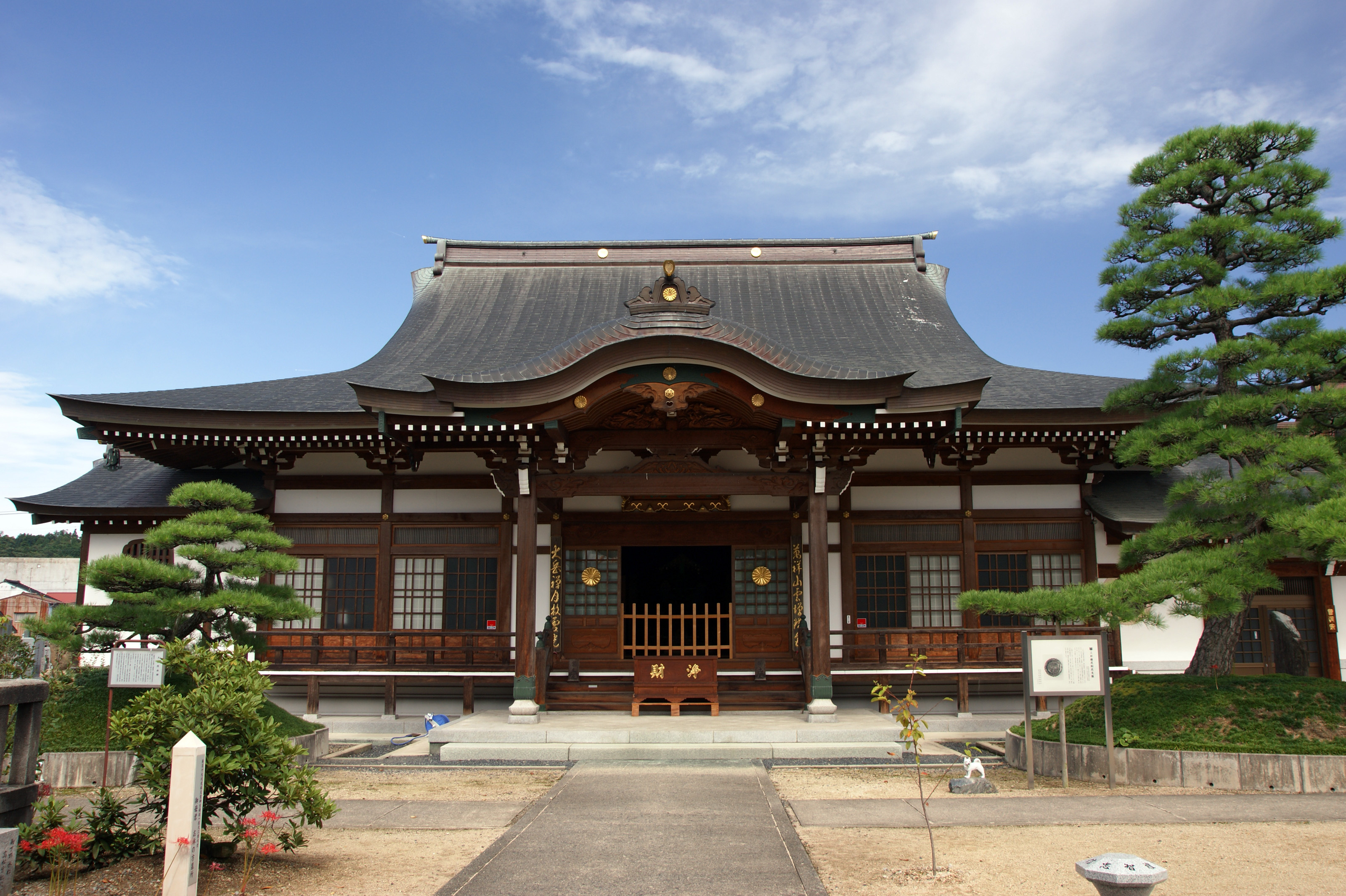
Daigaku-in

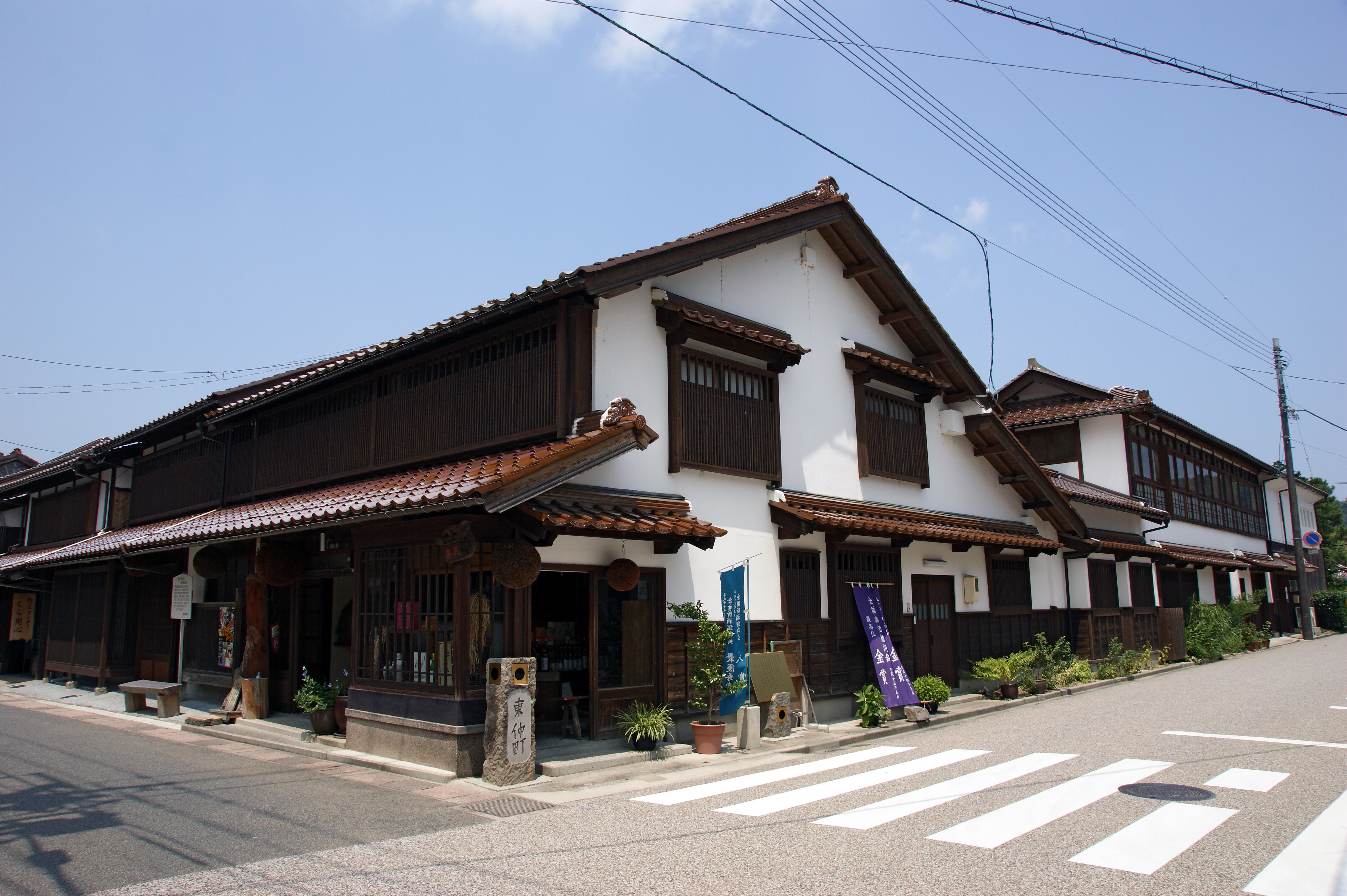
Barrio de Utsubuki-Tamagawa

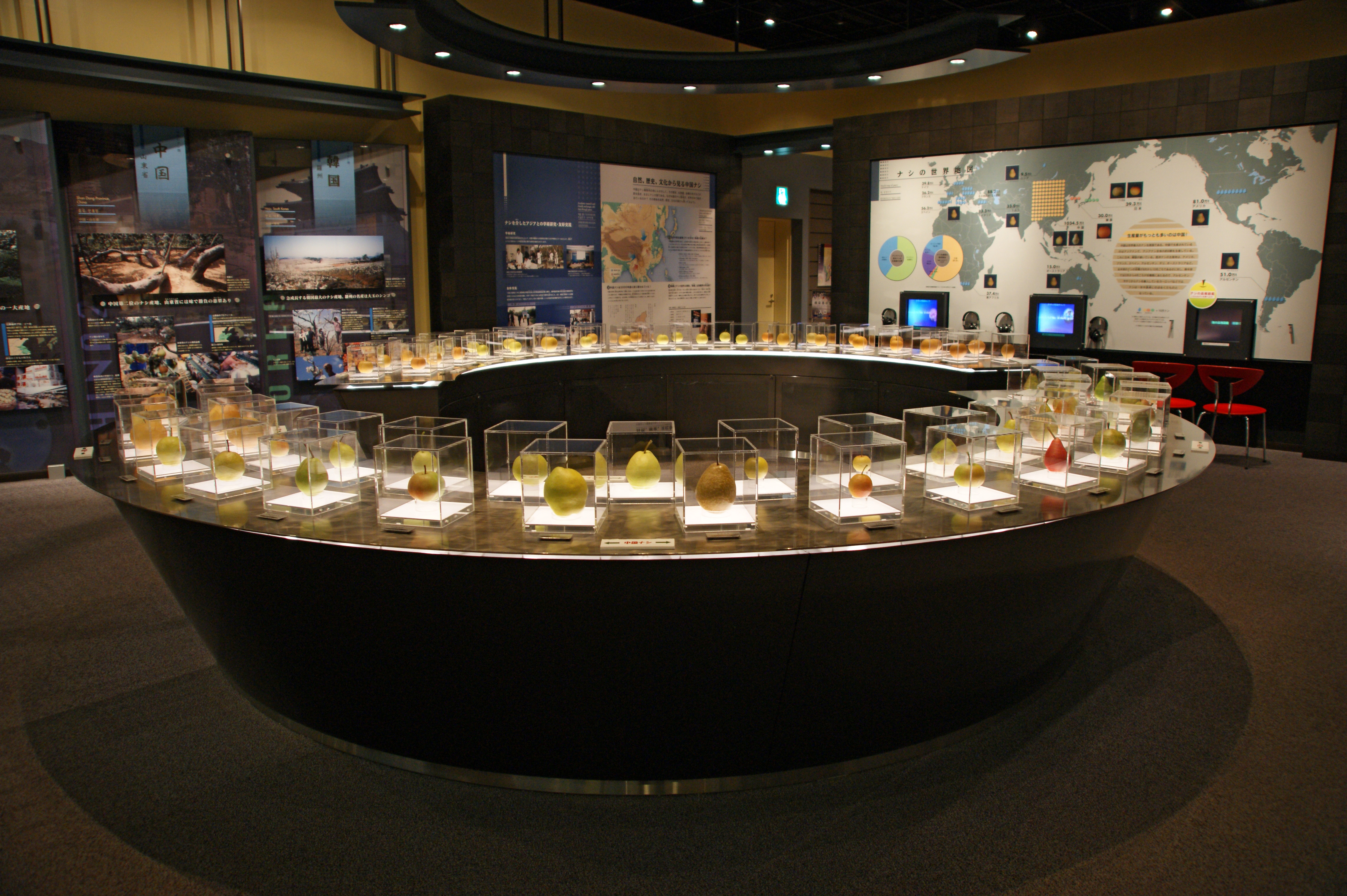
Museo de la Pera Nijisseiki de Tottori

Kurayoshi (倉吉市 Kurayoshi-shi?) es una ciudad localizada en la prefectura de Tottori, Japón. En junio de 2019 tenía una población estimada de 47.085 habitantes y una densidad de población de 173 personas por km². Su área total es de 272,06 km².

## Historia
La ciudad fue fundada el 1 de octubre de 1953, luego de la fusión de siete villas y dos pueblos del distrito de Tōhaku. En 1955 absorbió una villa y el 22 de marzo de 2005 absorbió al pueblo de Sekigane. Históricamente fue la capital administrativa y religiosa de la provincia de Hōki.
El barrio de Utsubuki-Tamagawa es conocido por su tipo de arquitectura rural en las viviendas.

## Geografía
Al oeste de la ciudad fluye el río Tenjin, de 32 km de largo.

### Localidades circundantes
- Prefectura de Tottori
  - Hokuei
  - Kotoura
  - Yurihama
  - Misasa
  - Kōfu
- Prefectura de Okayama
  - Maniwa

## Demografía
Según los datos del censo japonés, esta es la población de Kurayoshi en los últimos años.
| Año del censo | Población |
| ------------- | --------- |
| 1995          | 55.669    |
| 2000          | 54.027    |
| 2005          | 52.592    |
| 2010          | 50.720    |
| 2015          | 49.044    |
| 2020          | 46.485    |

## Ciudades hermanadas
- Naju, Corea del Sur